# Eriocercospora balladynae
Eriocercospora balladynae — вид аскомікотових грибів роду Eriocercospora. Назва опублікована 1969 року.

## Поширення та середовище існування
Знайдений на грибі Balladynastrum entebbeense, на листках Grumilea succulenta в Уганді.